# Fredy Bareiro
Fredy José Bareiro Gamarra (Itauguá, 27 marzo 1982) è un ex calciatore paraguaiano, di ruolo attaccante.